# Actief Wonen
Actief Wonen is een Vlaams maandblad dat uitgegeven wordt door Edition Ventures nv in België. Het verschijnt in acht nummers per jaar.
Het blad brengt een mix van interieur- en lifestylenieuws.